# Click, fotógrafo de modelos
Click, fotógrafo de modelos es una película de comedia y romance mexicana de 1970, producida y escrita por Mario A. Zacarías, coescrita y dirigida por René Cardona Jr., y protagonizada por Mauricio Garcés, Christa Linder y Barbara Angely.

## Trama
En el papel de fotógrafo, debe formar un calendario con una fotografía de doce hermosas mujeres que lo llevan a contraer una enfermedad que los médicos denominan: ¡Click! Los síntomas son terribles, pues con un simple parpadeo desnuda a cualquiera.

## Reparto
- Mauricio Garcés como Mauricio
- Christa Linder como Diciembre
- Barbara Angely como Septiembre, cazadora
- Hedi Blue como Eva/Sigfrida
- Luis Manuel Pelayo como Walter
- Judith Black como Modelo
- Carolina Cortázar como Modelo
- Gloria Eckberg como Modelo
- Lilia Castillo como Modelo
- Christa Wagner como Modelo
- Natalie Regan como Modelo